# Siège d'Avaricum
Pour les articles homonymes, voir Siège de Bourges.
Guerre des Gaules
Batailles
- Magetobriga (60)
- Arar (58)
- Cavillonum (58)
- Bibracte (58)
- Ochsenfeld (58)
- L'Aisne (57)
- Le Sabis (57)
- Octodure (57)
- Morbihan (navale) (56)
- Vernix (56)
- Expéditions en Bretagne (55 et 54)
- Aduatuca (54)
- Avaricum (52)
- Gergovie (52)
- Lutèce (52)
- Alésia (52)
- Uxellodunum (51)

Le siège d'Avaric (renommé Avaricum par les Romains), aboutit à la prise de la ville (l'actuelle Bourges) par les légions romaines lors de la guerre des Gaules. Cette victoire mit en échec la tactique de la terre brûlée prônée par Vercingétorix,,.

## Le siège
Les légions romaines qui commençaient à souffrir de la faim, mirent le siège devant Avaric, capitale des Bituriges Cubes qui ne l'avaient pas incendiée, la croyant imprenable. Les premiers assauts furent une série d'échecs pour les Romains : de nombreuses tours de siège furent incendiées ; les assiégés creusèrent également des galeries souterraines qui provoquèrent l'effondrement des rampes de siège. De son côté, Vercingétorix s'appliqua, avec sa cavalerie et son infanterie légère, à détruire tous les convois de ravitaillement destinés aux Romains. Mais après plusieurs jours d'échecs, les Romains, profitant du mauvais temps, parvinrent à entrer dans la ville et à s'en emparer.

## Le massacre
Au terme du siège, la population de la ville fut massacrée ; César déclara à ce propos : « Personne ne pensa au butin. Excités par le souvenir du carnage de Cénabum (aujourd'hui Orléans) et par la fatigue du siège, ils n'épargnèrent ni les vieillards, ni les femmes ni les enfants ». Seulement 800 des 40 000 habitants d'Avaricum sortirent vivants de la ville. Ce massacre de masse est toutefois remis en cause par certains archéologues, de même que l'importance des fortifications.

## Sources
- Jules César, Commentaires sur la Guerre des Gaules